# Alicia Terán de Dick
Alicia Terán de Dick (Oruro, 1920 - Cochabamba, 2006) debido al apellido de casada que adoptó desde 1962 y también conocida como Alicia Terán Quintanilla, fue una educadora y escritora boliviana reconocida por su aporte al ámbito del idioma quechua.

## Vida y trayectoria
A sus 24 años publicó el libro "Nuevo método de lectura para las escuelas rurales de Bolivia" (1944) el cual fue autorizado como texto para la enseñanza de la escritura y lectura en las escuelas campesinas durante el gobierno de Gualberto Villarroel. La Fundación Universitaria Patiño auspició la edición de 12000 ejemplares. El libro se caracterizaba por el uso de elementos cercanos a la realidad del contexto, como por ejemplo la papa, oca, llama, etc.
A finales de la década de 1940 trabajó en la ciudad de La Paz en campañas alfabetización que tuvieron impulso después de la Revolución del 9 de abril de 1952.
Antes de haber cumplido 24 años, publicó su primer libro, Nuevo método de lectura para las escuelas rurales de Bolivia (1944).
A partir de 1949 enseñó el quechua en la Escuela de Servicio Social. Entre 1973-1978 enseñó quechua en la Facultad de Humanidades de la Universidad Mayor de San Andrés. Entre los alumnos de esta época figura el exvicepresidente y político Víctor Hugo Cárdenas.
Fue cofundadora del grupo Qollasuyujj Siinkuna junto a Ángel Herbas Sandoval, antecedente de la Qhuchapampa k’itjpa ayllu simin, la Academia del Quechua.  Recibió en vida el nombramiento honorífico de Qoya en un evento realizado en el Cuzco en 1997.

## Obras
- Nuevo método de lectura para las escuelas rurales de Bolivia (1944)[3]
- Nuestro mar, texto de lectura escolar (1969)[3]
- Tarpuy, el quechua al alcance de todos (1975)[3]
- Muju, quechua básico (1979)
- Ankalli (rebelde) (1994)[4]
- Ayrampu (1995)[5]
- Walaychu, variedades (1999)[3]